# 国際親善展覧館

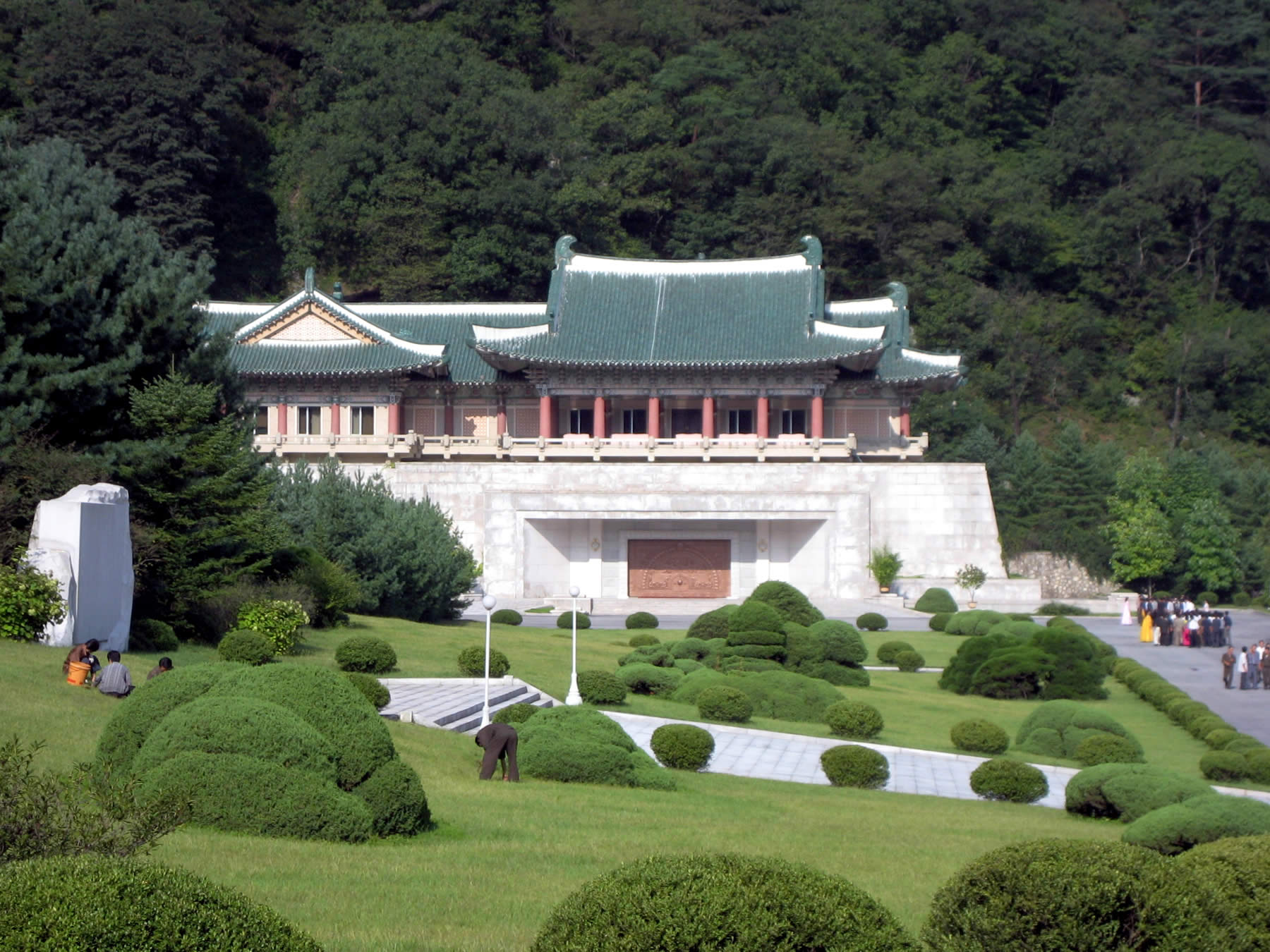
国際親善展覧館、2010年10月8日

国際親善展覧館は、朝鮮民主主義人民共和国（北朝鮮）平安北道香山郡の妙香山にある朝鮮様式の展示館である。

## 概要
1978年8月に開館したもので、館内には世界各国から北朝鮮の金日成主席に対し贈答された品物が展示されている。北朝鮮は「朝鮮人民と世界平和愛好人民の親善・団結を象徴し、金日成主席に寄せる世界各国人民の敬意の念を集大成」した施設であるとしている。

## 館内
展示館内は撮影が禁止されており、カメラやビデオは入口で預ける事になる。展示品は旧社会主義陣営や第三世界の国々からの品が多いが、日本からも田辺誠や土井たか子など、旧社会党や社民党関係者からの贈り物も数多く展示されている。有名な展示品としてテリー伊藤が1993年に出版した『お笑い北朝鮮』で紹介された、ニカラグアから送られた「酒器を載せた盆を持つワニの剥製」といった物もある。

## 引用
1. ↑  内藤陽介『北朝鮮事典-切手で読み解く朝鮮民主主義人民共和国』竹内書店新社、2001年、124頁